# میندرلیتگن
میندرلیتگن (به آلمانی: Minderlittgen) یک شهر در آلمان است که در برنکاستل-ویتلیش واقع شده‌است. میندرلیتگن ۶۷۲ نفر جمعیت دارد.